# Масть коня

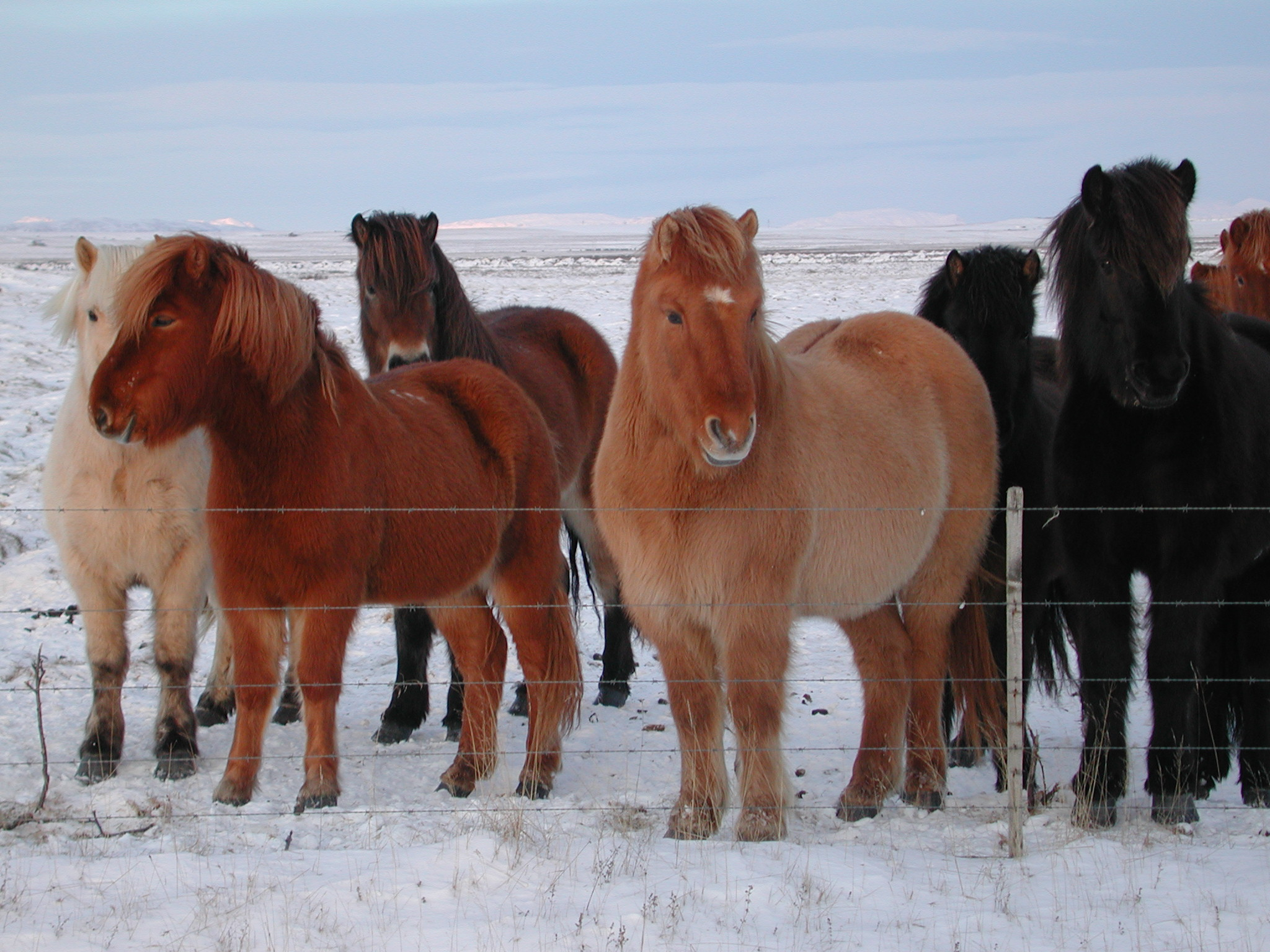
Табун ісландських коней різних мастей.

Масть коня́ — тип забарвлення волосяного покриву, захисного волосся, шкіри, очей і копитного рогу коня, зумовлений певним поєднанням пігментів та їх розподілом на тілі тварини. Є однією з основних індивідуальних ознак, яка успадковується і передається згідно з законами генетики. Якщо коні мають однаковий окрас шерсті, але різний колір шкіри і очей, або ж подібний колір шерсті на тулубі, але різний на гриві і хвості, то їхня масть може бути різною. Водночас, відтінки однієї і тієї ж масті можуть дуже різнитися: наприклад, шерсть ясно-буланого коня має палевий або піщаний колір, хоча найтемніші відтінки буланої масті, можуть наближатися до темно-бурого і навіть чорного кольорів.

## Основні масті
Історично відомо, що починаючи ще з робіт Гіпократа, коней за їхнім зовнішнім виглядом поділяли на чотири основні масті: ворону, гніду, руду і сіру, всі інші (наприклад ряба) вважалися похідними від цих чотирьох. З розвитком науки у XX столітті стало відомо, що за генотипом, базовими мастями є лише три з них — гніда, ворона і руда. Пояснюється це тим, що коня будь-якої масті можна протестувати на наявність алелей генів, які відповідають за забарвлення у тварин, але з усього різноманіття комбінацій лише три з них зустрічаються постійно: в генотипі будь-якого коня завжди присутня одна з трьох можливих основоположних мастей.

Хоча найдавнішими мастями є ті, що найближче споріднені до дикого типу: савраса масть та її перші мутації (мутації, що призвели до втрати ознак саврасості, диких відмітин; появи насиченішого кольору та різноманіття відтінків; появи рівномірного розподілу пігменту по тілу), тобто це такі масті, як гнідо-савраса, мишаста, каура, а потім вже гніда, ворона і руда. З одомашненням коней штучний відбір зіграв вирішальну роль у становленні співвідношення мастей коней у різних породах, і можливо тому саврасі представники відійшли на задній план, хоча вважаються звичайним проявом пігментації цього виду тварин.

Базові масті та їх дикий тип.
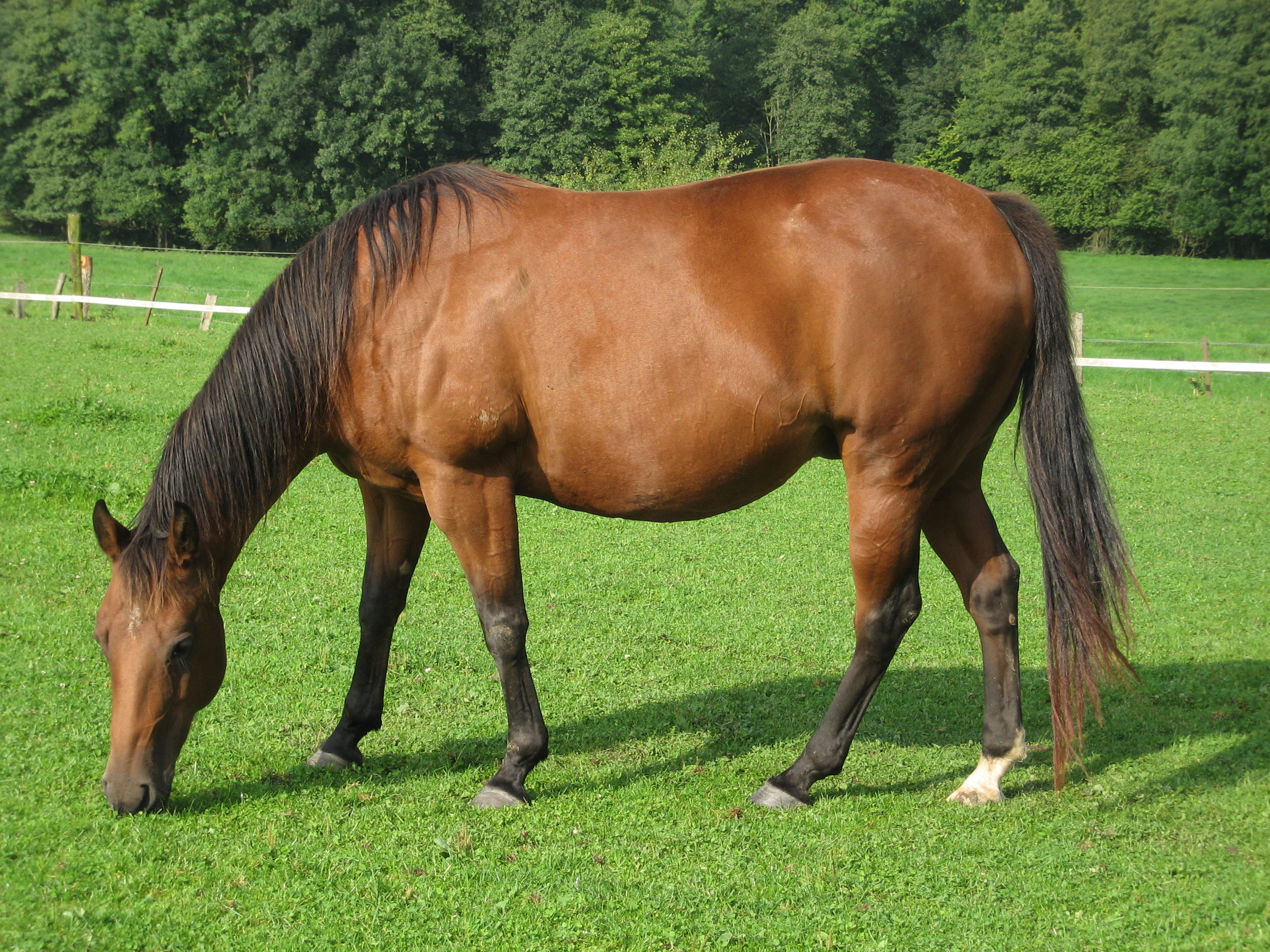
Гніда масть.
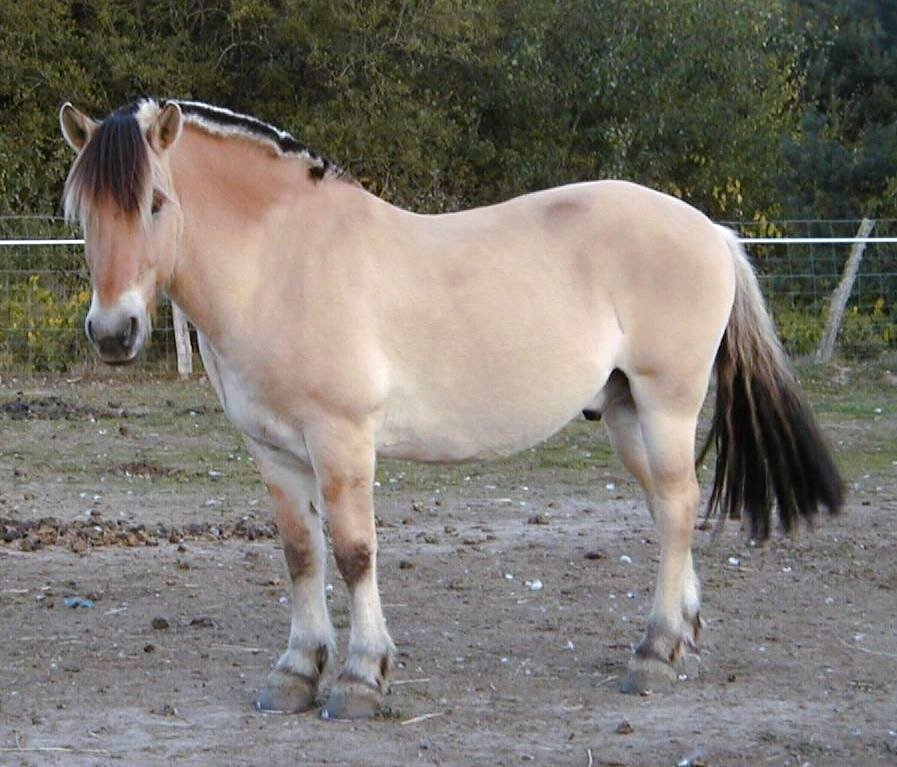
Гнідо-савраса масть.
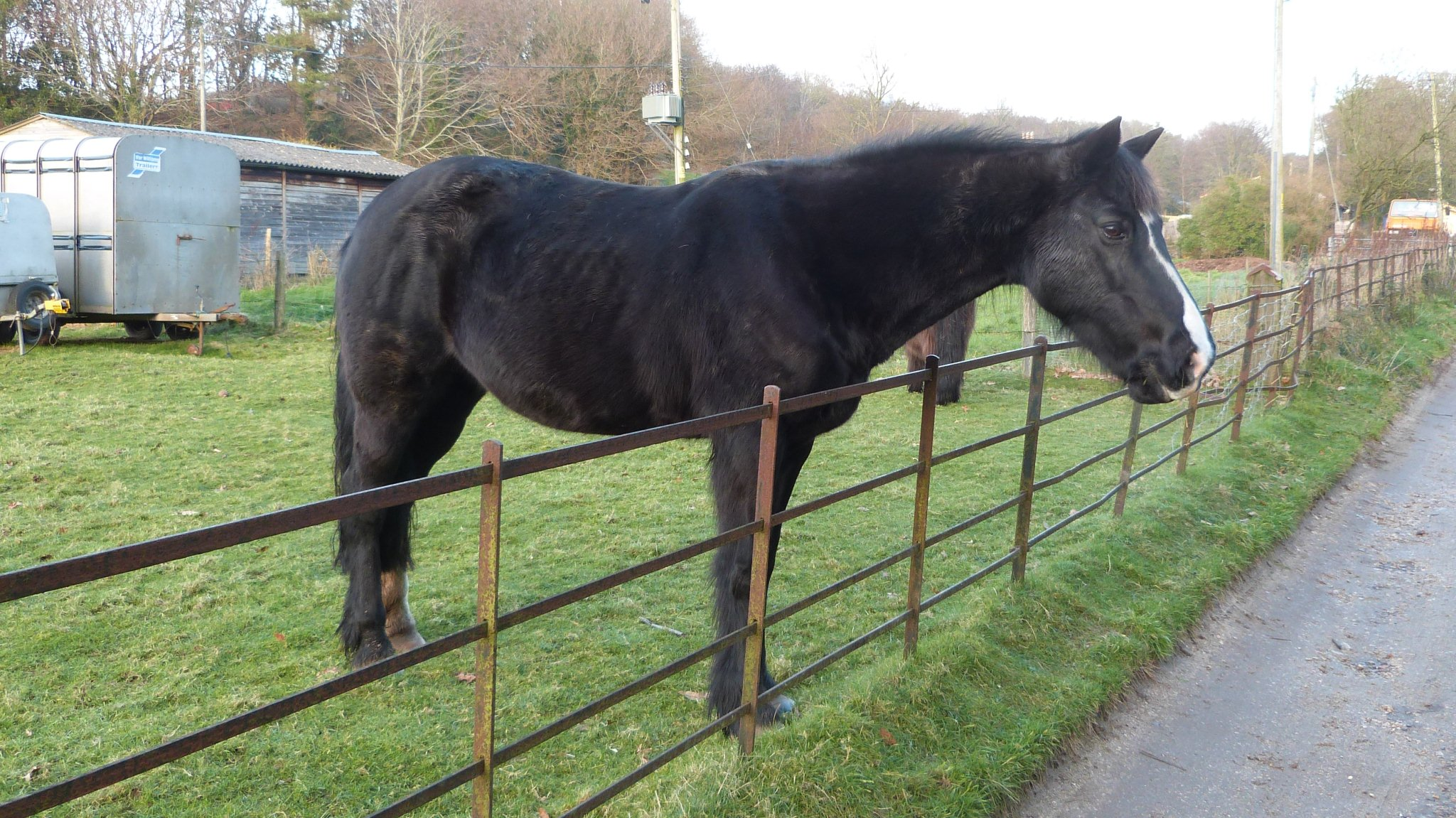
Ворона масть.
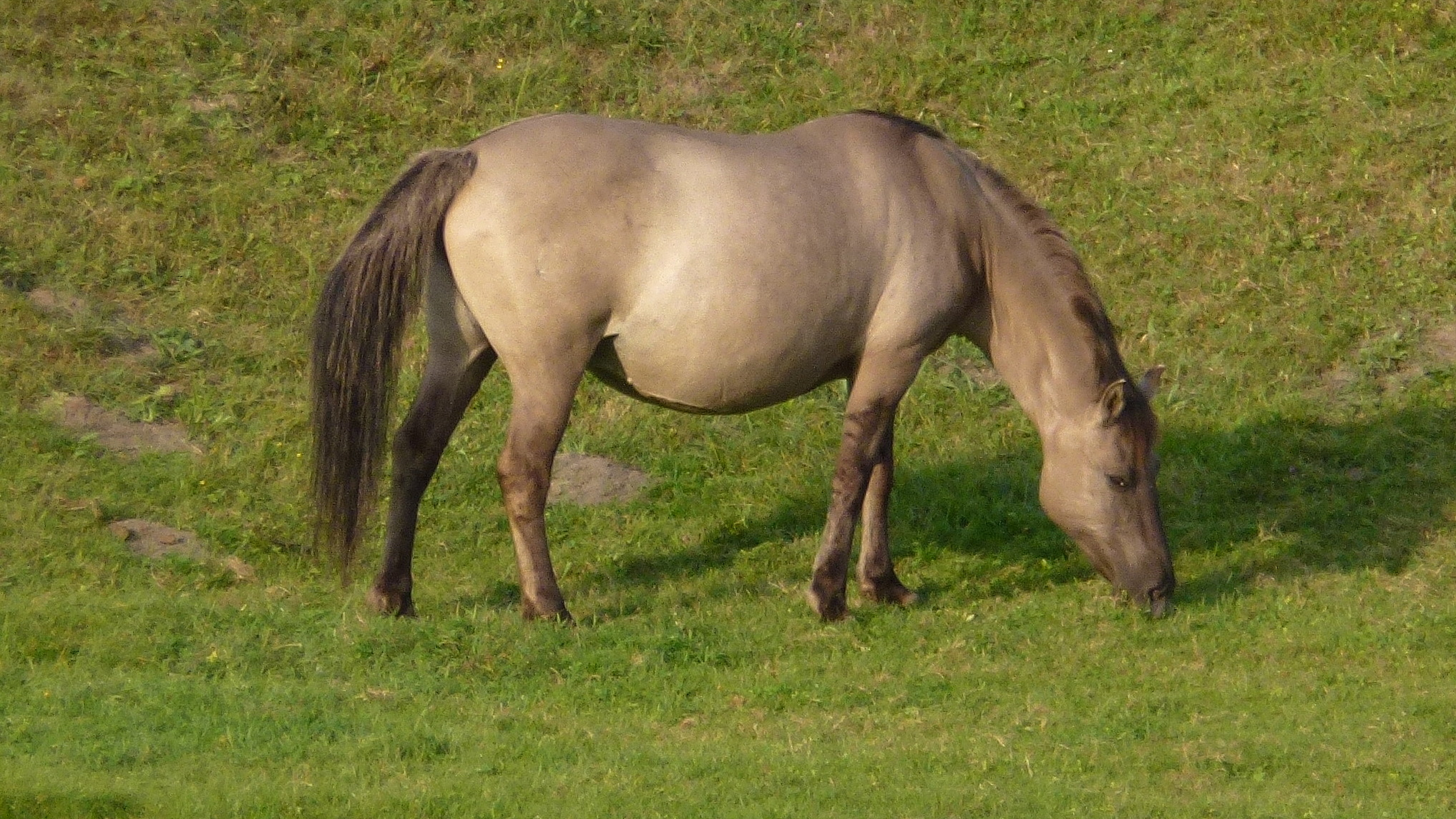
Мишаста масть.
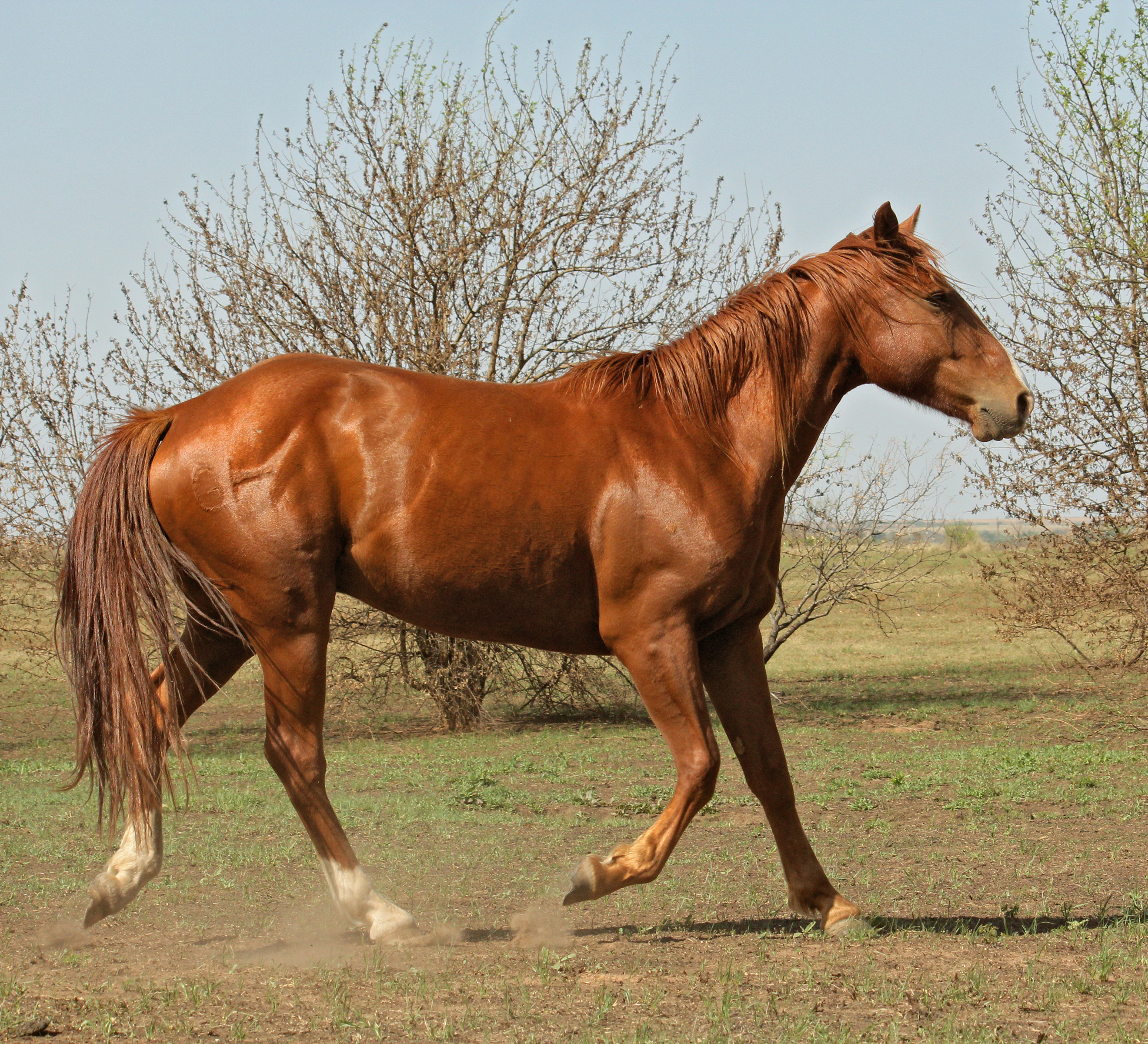
Руда масть.
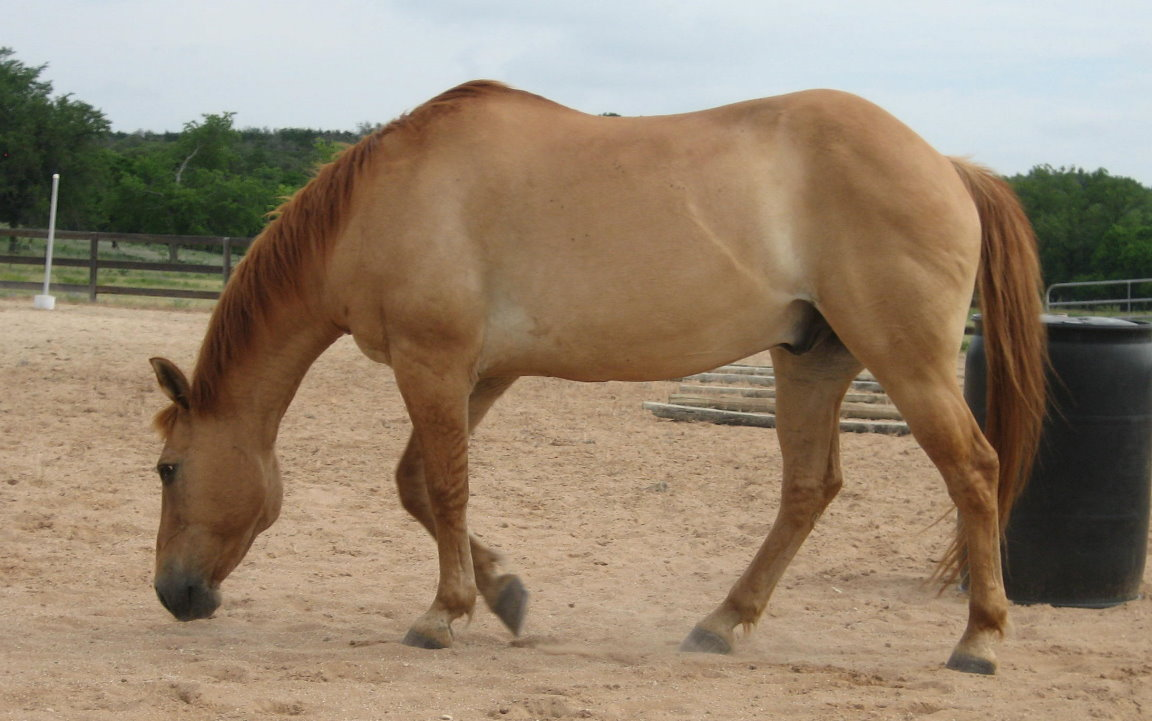
Каура масть.

## Інші масті
Масті подаються відповідно до другого параграфу «Характеристика мастей» з «Інструкції з опису відмітин і прикмет коней», що вміщена в наказі № 496 «Про запровадження ідентифікації і реєстрації коней» від 31 грудня 2004 року Міністерства аграрної політики України, а також з посилань на іншомовні джерела.
| Масть, відомі відтінки та типи | Опис | Примітки |
| Ворона масть Ворона масть в засмагу | Рівномірне чорне забарвлення голови, тулуба, кінцівок, гриви і хвоста. Зустрічаються: - ворона в сивині, коли серед чорного волосся рівномірно розподілені білі волосини, але ця сивина з віком не змінюється і не переходить у сіру масть. - ворона в засмагу, коли кінці чорних волосинок на тілі коня мають рудувате забарвлення. - ворона, яка не вигоряє. Ворона масть стає «в засмагу» від сонця і зміни погоди. Такі лошата, як правило, народжуються попелястими чи чорними, але бувають візуально подібними до темно-гнідих або бурих, а дорослі коні вигорають різною мірою і рідко зберігають насичений чорний колір. Щоб відрізнити ворону в засмагу масть від темно-гнідої, потрібно подивитися на ніс коня і область навколо очей — якщо в цих місцях шерсть рудувата, то масть темно-гніда або каракова, в той час як чорна шерсть властива тільки вороним коням, оскільки шерсть на голові коня майже не схильна до знебарвлення, на відміну від шерсті на тулубі. Бувши дорослими, вороні в засмагу коні іноді вигорають незалежно від погоди, і зазвичай вороне лоша стане вороним з підпалинами на нижній частині тулуба. Вороні коні, які не вигоряють, змінюють забарвлення тільки в особливо несприятливих умовах, а лошата такої масті народжуються димчастими або вороними з синюватим відливом. Ворона масть зустрічається в більшості порід і в деяких породах є єдиною, наприклад, у фризької (хоча дуже рідко зустрічаються руді фризи). У кладрубської породи є тільки дві масті — ворона і сіра. Деякі породи спеціально були виведені без вороної масті, наприклад, суффольський ваговоз. Ворона масть є однією з трьох можливих базових мастей, її можна протестувати за ДНК-тестом. | англ. Black фр. cheval moreau нім. Rappe ісп. caballo moro яп. 黒毛, 青毛                                                                            |
| Руда масть Темно-руда масть Бура масть | Рудою називають масть з рудим забарвленням тулуба, гриви і хвоста, відтінок буває різним — від дуже світло-рудого до дуже темно-коричневого, майже чорного. Грива і хвіст рудого коня зазвичай того самого кольору, що і тулуб, іноді вони світліші або темніші. Зрідка тулуб, грива і хвіст бувають дуже темно-коричневого, але не чорного кольору. Для того, щоб не сплутати такого коня з гнідим, варто подивитися на його ноги: якщо вони не чорні, то кінь рудий. Руда масть з освітленим захисним волосом (світлими гривою та хвостом) зустрічається досить часто, і таких коней також часто плутають з ігреневими. Проте кінь рудої масті відрізняється більш темною головою, і його грива і хвіст в залежності від пори року буде змінювати відтінок, в той час як у ігреневого коня волосся на гриві та хвості одного відтінку цілий рік. Бурими вважають коней з темнішим відносно кольору захисного волосся відтінком рудої масті, грива та хвіст при цьому залишаються типово рудими. Темні відтінки рудої масті заведено називати темно-рудою мастю, якщо добре придивитися до такого коня, можна помітити, що на тулубі у нього є значна домішка дуже темного волосся. Існує рідкісна, дуже темно-бура масть, яку легко сплутати з вороною, бо кінь виглядає майже чорним, проте генетично він рудий. Така масть характерна для коней породи морган, і відрізнити такого коня від вороного можна тільки за допомогою генетичного аналізу на ген рудої масті. Руда масть є однією з трьох можливих базових мастей, її можна протестувати генетично. Усі перераховані відтінки рудої масті позитивно тестуються лише як базово руда масть, тобто різниці в генотипі бурих, світло рудих, типово рудих чи темно-рудих досі не було виявлено. | англ. Chestnut, Sorrel, Liver chestnut фр. alezan нім. Fuchs, heller Fuchs, Dunkelfuchs ісп. alazán яп. 栗毛                                         |
| Ігренева масть Темно-ігренева масть | Ігреневими називають коней з рудим забарвленням тулуба (відтінки бувають різні — від світло-рудого до шоколадного) і білими гривою і хвостом. Найтемніші волоски гриви і хвоста ігреневої масті коричневого кольору, нижня частина ніг руда або має білі відмітини. З ігреневою мастю можна переплутати руду з освітленим захисним волосом. Є думка, що, оскільки у деяких рудих коней на сонці вигорає покривний волос (шерсть на тулубі), але на голові це відбувається рідко, то руда зі світлими гривою і хвостом відрізняється від справжньої ігреневої масті темнішою головою. Однак точно невідомо, що саме освітлює гриву і хвіст рудих і ігреневих коней. До того ж у деяких мовах, зокрема, в англійській ігренева масть не відділяється від «освітленої рудої». Ігреневу масть також плутають з темно-соловою, проте для солової масті, як правило, характерний кремовий відтінок тулуба. Існують породи, для яких характерна тільки ігренева масть — це гафлінґер, американська бельгійська порода та рідкісна порода ваговозів — шварцвальдський кінь (нім. Schwarzwälder Kaltblut). Ігреневий відтінок є особливим відтінком рудої масті, коні відповідної зовнішності позитивно тестуються просто як руді. Проте існує імовірність, що за такий особливий фенотип може відповідати певна генетична послідовність. | англ. Chestnut with flaxen mane and tail нім. Lichtfuchs яп. 尾花栗毛                                                                                |
| Світло-гніда масть Гніда мастьТемно-гніда масть | Колір тулуба, шиї, голови рудий, коричневий різних відтінків (від світлого до дуже темного, темно-коричневого кольору), колір нижньої частини ніг (від копита до зап'ястя і скакального суглоба, іноді вище), гриви і хвоста чорний. Якщо придивитися до гнідого коня, можна помітити, що на тулубі також присутня незначна домішка чорних волосків. У гнідих лошат бувають світлі ноги, які темніють з віком. На відміну від рудої чи вороної базової масті, гніді коні мають одразу і рудий, і чорний типи пігменти в шерсті та волоссі, що дозволяє візуально їх відрізнити між собою. Найтиповіші відтінки гнідої масті: - світло-гніда; - гніда; - темно-гніда. Гніда масть є однією з трьох базових мастей коней, її можливо протестувати в генетичній лабораторії. | англ. Bay, Dark bay, Blood bay фр. cheval bai нім. Brauner ісп. bayo яп. 鹿毛                                                                        |
| Каракова масть | Чорне забарвлення голови, тулуба, кінцівок, гриви і хвоста, але з рудими підпалинами на кінці морди, за ліктями і в паху. Підпалини чітко виділяються на чорному тлі, вони мають бути вираженого рудого кольору, що є головною відмінністю каракової масті від темно-гнідої, у якої можуть бути такі підпалини, але вони коричневі або темно-коричневі. Караковий є особливим відтінком гнідої масті, позитивно тестується як базово гніда масть коня. | англ. Seal brown фр. cheval bai brun нім. schwarzbraun ісп. bayo prieto яп. 青鹿毛                                                                   |
| Світло-солова масть Солова масть Темно-солова масть | Солова масть — це золотаво-жовтий (від світло-піщаного до темно-коричневого) колір голови, тулуба, кінцівок та білий колір гриви і хвоста. Іноді зустрічаються дуже світло-солові коні, тулуб яких має майже кремовий колір, таких коней можна сплутати з ізабелловими, але їх головна відмінність від ізабеллових — темна шкіра і темні очі. Темно-солових коней часто плутають з ігреневими, для остаточного визначення масті краще зробити генетичний аналіз на наявність відповідного генотипу. Солові коні досить часто народжуються дуже світлими, майже білими, у таких лошат рожева шкіра, яка з часом темніє. Очі, як правило, карі, як у більшості коней, і лише зрідка вони можуть бути світло-коричневими, бурштиновими. Зустрічається також золотисто-солова масть, особливо в породної групи коней паломіно і кінскі. Солова масть є похідною рудої масті, що виникла завдяки впливу гена-освітлювача пігментів коней. Солову масть відносять до кремового типу мастей коней. | англ. Palomino, Sooty palomino фр. cheval aubère нім. Semmelfalbe, Palomino ісп. isábela яп. 月毛                                                    |
| Світло-булана масть Булана масть Золотисто-булана масть Темно-булана масть | Буланими називають коней з піщано-жовтим забарвленням тулуба і чорними гривою, хвостом і нижньою частиною ніг, темною шкірою і карими, іноді бурштиновими очима. Зустрічаються різні відтінки буланої масті — від сіро-жовтого кольору тулуба, майже білого (світло-булана), до брудно-жовтого, майже темно-коричневого (темно-булана). У буланих коней часто спостерігаються яблука і золотистий відлив шерсті. Нерідко нижня частина ніг не чорна, а темно-коричнева. Подібна до гнідої, але тулуб, шия, голова піщаного кольору різних відтінків, на хребті часто темна смуга — ремінь, проте слід відрізняти такий ремінь від ременя саврасої масті. Золотисто-булана масть характерна для ахалтекінських коней. Серед представників білоруської упряжної породи нерідко зустрічаються світло-булані коні зі світло-сірим, майже білим забарвленням тулуба. Булана масть є похідною гнідої масті, що виникла завдяки впливу гена-освітлювача пігментів коней. Булану масть відносять до кремового типу мастей коней. | англ. Buckskin, Sooty buckskin фр. isabelle нім. Falb ісп. isábela яп. 河原毛                                                                        |
| Попільно-ворона масть | Попільно-вороним називають коня, зовнішність якого подібна до вороної масті, а іноді і ідентична вороній, проте в генотипі присутній ген-освітлювач, що відносить цю масть до кремового типу мастей. Досить часто супроводжується схильністю до освітлення пігменту: м'яке димчасто-буре забарвлення шерсті від найсвітлішого відтінку до темно-кавового. Таке забарвлення рівномірне по всьому тулубу, різниці між головою і шиєю практично немає. Лошата попільно-вороної масті народжуються схожими на вороних, тобто кольору попелу, іноді зі сріблястим відтінком або кольору какао. Попільно-вороних коней багато в ахалтекінській породі і породі морган. Також може зустрічатися в будь-якій породі, де є солова, булана, ізабелова масті. В документи попільно-ворону масть в Україні не записують, а тому солове, булане потомство від вороних чи бурих на вигляд кобил може збити з пантелику. Таким чином, якщо вороний або бурий кінь дає буланих або солових лошат від коней гнідої, вороної або рудої мастей, або ж має ізабелове потомство і при цьому не є буланим чи соловим, то він попільно-вороний. | англ. Smoky black |
| Ізабелова масть | Ізабелова масть має світло-бежевий колір або колір топленого молока на тулубі, гриві та хвості. Відтінки варіюються від майже білого до соковито-жовтого, кольору ряжанки або рожевого, грива і хвіст бувають як одного відтінку з тулубом, так і світліше, і темніше його, залежно від основної масті. У коня ізабелової масті шкіра рожева, іноді в ластовинні, очі блакитні. Довгий час ізабеллову масть вважали білою, або альбінізмом, але вона в жодному разі не є білою. Зверніть увагу, у таких коней чітко видно білі відмітини на морді і ногах, що говорить про освітлення пігменту, а не його повну втрату. Ізабелова масть є похідною усіх трьох базових мастей з подвійним набором гена-освітлювача пігменту і відноситься до кремового типу мастей коней. | англ. Cremello, Perlino, Smoky cream яп. 佐目毛 |
| Темно-сіра масть Червоно-сіра масть Червоно-сіра масть в яблука Сіра масть у яблука Сіра масть в гречку Сіра масть | Утворюється завдяки механізму посивіння на будь-якій з можливих мастей, тому не є основною мастю, не дивлячись на широку розповсюдженість. Коні сивіють з віком, причому посивіння найчастіше починається з голови. У деяких коней по тулубу часто проступає «гречка» — невеличкі плями чорного, коричневого, рудого, жовтого кольору (залежно від того, яка масть була при народженні). Шкіра у сірих коней зазвичай темна, але у деяких поряд з посивінням волосяного покриву зустрічається вікова депігментація шкіри. Деякі варіанти фаз посивіння сірої масті: - темно-сіра; - сіра «в яблука»; - червоно-сіра; - сіра в гречку; - світло-сіра. Посивіння може початися в різному віці, характерним початком вважають світлі кола з сивим волоссям навколо очей. Іноді поряд з цим приблизно з тією ж швидкістю починається посивіння на кінці хвоста та крупі. Тривалість проходження усіх етапів посивіння індивідуальна для конкретного коня. У деяких арабських коней є тенденція до дуже швидкого посивіння, в той час як багато першеронів сивіють повільно. У американських мініатюрних коней були випадки, коли лоша починало сивіти ще в утробі матері і з'являлося на світ уже зі значною домішкою білого волосся. Помічено, що лошата, які з віком стануть сірими, в ранньому дитинстві мають дуже насичене забарвлення. Наприклад, у звичайних гнідих лошат світлі ноги, а сивіючі згодом гніді лошата народжуються з чорними ногами. Темно-сірими називають коней на самому початку посивіння, коли білих волосків ще небагато, а найбілішою є голова. Темно-сіра масть досить швидко переходить в наступну стадію — сірої в яблука. Іноді шерсть темно-сірих коней відливає блакитним, що надає їм схожість з мишастою мастю, але темно-сіру масть можна легко відрізнити від мишастої за такими ознаками: 1. Для сірого коня найсвітлішою частиною тіла завжди буде голова, в той час як у мишастого голова одного кольору з тулубом або темна з «маскою». 2. У сірого коня відсутні «дикі відмітини», у мишастої ж вони досить чіткі і добре помітні. 3. Якщо придивитися, шерсть сірого коня є сумішшю білих і забарвлених волосків, в той час як у мишастого всі волоски попелясті і досить однотонного забарвлення по всьому тулубу. Якщо кінь має світлі яблука на темно-сірому тлі, то таку масть називають сірою в яблука, такі яблука з'являються зазвичай у молодості і поступово стають світлішими. Зазвичай ця стадія припадає на вік від 4 до 12 років з різною тривалістю — зустрічалися сірі в яблука коні у віці 15 років. Сіру в яблука масть іноді плутають з ірисово-вороною чи ірисово-гнідою, але у сірого коня світла голова, у ірисового голова темна або одного відтінку з тулубом. Червоно-сірими називають сірих коней на основі гнідої масті. Кінь виглядає дійсно червоним, а з часом стає горностаєвого відтінку, такий кінь практично білий, але чорними залишаються ноги, грива і хвіст. Іноді можна зустріти термін «рожево-сіра масть», це та сама червоно-сіра масть, але на рудій основі. У сірого в гречку коня по шерсті розкидані дрібні руді або чорні цяточки. Іноді такі цятки локалізуються в певних зонах, але частіше вони рівномірно покривають все тіло. Може здатися, що за кольором «гречки» можна визначити основну масть коня, але наукового підтвердження цьому немає. Цю стадію проходять не всі коні. Сірих в гречку коней найбільше в арабській породі, нерідко їх сіру в коричневу або руду гречку називають «форелевою». Світло-сіра масть — це крайня стадія посивіння коней, кінь візуально білий, але шкіра при цьому темна, тому помилково називати таку масть білою. Відрізнити сіру від білої допомагає колір шкіри: у сірих шкіра темна (за винятком відмітин або вітиліго), в той час як у білого коня шкіра рожева. Сіра масть зустрічається майже у всіх породах. Ті породи, в яких немає сірої масті, зазвичай виводилися за наявності будь-якої однієї масті, наприклад, фризький, гафлінґер, саффолк і клівлендський. В арабській, орловській рисистій і андалузькій породах сіра масть зустрічається часто. У деяких породах, наприклад, в породі морган, ахалтекинській, ця масть є рідкісною. В аборигенних породах, наприклад гуцульських чи фіордських коней, ця масть не зустрічається або зустрічається дуже рідко, оскільки ця масть нехарактерна для диких предків коней. Сіру масть можна підтвердити генетично, коні сірої масті мають позитивний результат на алелі гену раннього посивіння коней. | англ. Gray, grey (Salt and Pepper or "steel" gray, Dapple gray, Fleabitten gray, Rose gray) фр. cheval gris нім. Schimmel ісп. rucio rodado яп. 芦毛 |
| Гнідо-чала масть Вороно-чала масть Рудо-чала масть Солово-чала масть | Чала масть характеризується рівномірною домішкою білого волосся на основі будь-якої масті. Контраст між білим і «фоновим» волосом найбільше помітний у темних коней. Чалість може поєднуватися з раннім посивінням (сірою мастю), рябою, чубарою мастю, і бути при цьому малопомітною. Біле волосся також може бути і в гриві, і в хвості чалого коня. Відмінні риси чалої масті: 1. Чала масть менш поширена, ніж сіра, і порід, де зустрічається чала масть, набагато менше. 2. На відміну від сірої масті чала масть не є посивінням, і з віком світле забарвлення чалих коней не змінюється. 3. Грива, хвіст і шерсть на голові мають малопомітну домішку білого волоса, а можуть і не мати її. 4. В залежності від пори року шерсть може змінювати відтінок, але ділянки без домішки білого волосся мають постійний відтінок. 5. Деякі чалі коні з віком темнішають, а сірі тільки світлішають. 6. У чалих коней бувають яблука, але не світлі, як у інших мастей, а «зворотні», тобто темні на світлому фоні. 7. На шрамах у чалих коней виростає біла шерсть з домішкою основного кольору або основного кольору, в той час як у інших мастей лише білий колір. 8. У деяких чалих коней, особливо у вороних, є так звані «кукурудзяні плями» — маленькі, кольорові, без домішки білого волосся, що нагадують зерна індіанської кукурудзи. Гнідо-чала масть виходить на гнідій основній масті, ноги, як і належить звичайній гнідій — чорні, голова може бути як з домішками білого волосся, так і без. Темно-гнідо-чала масть виглядає «бузковою». У вороно-чалої масті голова, хвіст, грива і нижня частина ніг завжди чорні, за цією ознакою чалу масть легко відрізнити від темно-сірої, зокрема по голові. Вороно-чалу також часто плутають з мишастаю, але у мишастої забарвлення тулуба однотонне і добре видно дикі відмітини. Мустанги нокота мають саме вороно-чалу масть. Рудо-чала є рудою мастю з домішкою білого волосся. В давнину їх називали «рожевими». Морда, захисне волосся і ноги мають дрібну домішку білого волосся або не мають зовсім. Рудо-чала масть трапляється у радянських і новоолександрівських ваговозів. Солово-чалі коні виглядають як солові з сивиною. Цікаво, що навесні вони зазвичай сильно світлішають і набувають полового відтінку. Караково-чала нагадує вороно-чалу, але залишається добре помітною підпалина на носі. У булано-чалих не дуже помітні відмінності домішок білого волосся, найкраще їх видно зблизька на тулубі. Зустрічаються також і чало-рябі і чало-чубарі коні, і різні кобмінації мастей з чалою. Чалу масть можна протестувати генетично. | англ. Roan, Blue roan, Red roan, Palomino roan нім. Stichelhaariger яп. 粕毛                                                                         |
| Савраса масть | Саврасі масті є найдавнішими мастями, тому їх називають «дикими». Ці масті дозволяють коням добре маскуватися на місцевості. У саврасих мастей є свої характерні особливості, які заведено називати «дикими відмітинами» (тобто характерними для предків домашніх коней): 1. Ремінь — це темна (чорна або темно-коричнева) смуга на спині, що проходить уздовж хребта від хвоста до холки, іноді проходить по гриві до потилиці і хвоста, характерна для фіордів; ремінь можна сплутати з так званим зональним потемнінням — домішкою темного волосся вздовж верхньої лінії, проте справжній ремінь однотонний і має чітко окреслені краї, в той час як зональне потемніння є сумішшю волосків однакового з тулубом кольору і темних волосків, у деяких коней ремені мають дрібні поперечні смужки різної довжини. 2. Зеброїдність — це темні горизонтальні смужки на ногах, зазвичай розташовані вище зап'ястя і скакального суглоба і поступово зливаються з темною нижньою частиною ніг; треба відзначити, що вони не є необхідним атрибутом саврасої масті, тобто зустрічаються саврасі коні і без таких смужок, іноді ж їх просто важко розгледіти на темній шерсті. 3. Крила — можуть виглядати як: пляма чи плями на плечі або холці, з «дірочками», що утворюють яблучну сітку, які нагадують крило метелика; темна поперечна смуга на плечах або холці, більше схожа на ремені. 4. Павутина — темний візерунок у вигляді сітки або просто смужок на лобі у коня, зустрічається досить рідко. 5. Маска — потемніння нижньої частини морди, зустрічається рідко. 6. Іній — білі чи жовтуваті пасма в хвості або гриві, зустрічаються рідко, характерні для фіордів, іноді бувають у представників вятської породи. 7. Окантування вуха — нерідко верхній краєчок задньої поверхні вух має чорну кромку, яка особливо помітна, якщо вухо світле. Окантовку видно відповідно і з інших ракурсів. У коней не саврасих мастей теж можна зустріти окантування, але воно відрізняється від «дикої» відмітини розмитішими краями. Також може бути присутнім зеброїдність вуха. З усіх «диких» відмітин постійною ознакою саврасих мастей є тільки ремінь, інші зустрічаються в різних комбінаціях і проявляються різною мірою. Іноді у несаврасих батьків (без жодних ознак саврасості) народжуються лошата з ременем на спині, який зникає або стає менш помітним після першої линьки. В такому випадку смуги не є ознакою саврасості, а відповідають пристосувальному забарвленні лошати, подібному до смужок у левенят або кабанів. Справжній саврасий кінь народжується тільки якщо хоча б один з його батьків саврасої масті. Саврасі масті присутні у багатьох порід — башкирської, вятської, соррая, мустангів, польських коників, білоруської упряжної, американських квотергорсів. Коні породи фіорд є суто саврасими (хоча часто в літературі їх називали буланими, що в принципі неправильно: при схрещуванні буланих батьків неминуче відбувається розщеплення мастей у потомства, в той час як у фіордів масть завжди відповідає саврасій). В таких породах, як арабська, тракененська, чистокровна верхова тощо савраса масть зовсім відсутня. Савраса масть є типовою для диких предків коней, її можливо протестувати генетично. | англ. Dun, primitive markings, dun factors нім. Falbe яп. 河原毛                                                                                     |
| Мишаста масть | Саврасу масть на основі вороної масті називають мишастою. Такі коні мають сіре чи брудно-сіре забарвлення тулуба, грива і хвіст чорні, часто темна або чорна голова, ноги іноді чорні. «Дикі відмітини» чорного кольору. Мишаста масть буває різних відтінків — від світлого до темного, має тенденцію вигоряти влітку, до майже жовтого відтінку тулуба. На відміну від сірої масті волоски на тілі мишастих коней самі по собі сірі (сіра масть має суміш білих і темних волосків). Мишаста масть домінує у диких коней соррая, Польський коник, є свідчення, що вона також була домінуючою у тарпанів. | англ. Grullo, Grulla, Black dun яп. 河原毛 |
| Каура масть | Каура масть — це савраса масть на основі рудої масті. Зрідка, особливо в науковій літературі, її називають рудо-саврасою. Забарвлення тулуба руде різних відтінків, іноді світло-руде. «Дикі відмітини» зазвичай темно-рудого кольору або коричневого. Іноді голова темніша, ніж тулуб — це означає, що на голові маска або павутина. Хвіст і грива, як і у звичайних рудих, може бути освітлена або мати яскраво виражений «іній». | англ. Red dun |
| Гнідо-ряба масть барвистого типу Вороно-ряба масть барвистого типу Ізабеллово-ряба масть барвистого типу Гнідо-ряба масть білоплямистого типуВороно-ряба масть білоплямистого типу Рудо-ряба масть білоплямистого типу Солово-ряба масть обрамленого типу Рудо-ряба масть обрамленого типу Білі відмітини ляпкового типу Рудо-ряба масть ляпкового типу | Рябою вважають масть, у якої по всій основній масті, у гриві і хвості розкидані великі білі плями неправильної форми. За кольором плям легко можна визначити основну масть коня, так з'являються більш конкретні назви: гнідо-ряба, вороно-ряба, рудо-ряба тощо. З віком конфігурація плям не змінюється, їх форма і місцезнаходження відповідають певному типу рябості: - барвистий; - білоплямистий; - обрамлений; - ляпковий; - змішаний. Барвистий — це один з найвідоміших типів рябої масті, для нього характерні великі кольорові плями на білому тлі, зазвичай овальних по контурах. Кольорові плями округлої форми мають рівні, чітко визначені краї. Характерною ознакою такої масті є присутність забарвлених (не білих) ділянок на грудях і стегнах. Хвіст часто двоколірний, в такому випадку він зазвичай кольоровий на кінці і білий біля основи хвоста, а у лошат спочатку важко визначити, якого кольору буде хвіст. Ноги нижче зап'ястя і скакального суглоба часто бувають білими. Такий тип рябості може бути як сильно, так і слабко виражений, але голова для рябої масті барвистого типу — це остання частина тіла коня, де можливі білі відмітини. Всупереч поширеній думці, блакитні очі не є наслідком присутності алелів, що відповідають за цей тип рябої масті, а можуть свідчити лише про наявність інших типів депігментації. Особливості рябої масті білоплямистого типу: біла мітка на голові, її розміри варіюються від крихітної зірочки з кількох білих волосків до широкої лисини або білої морди; «молочна» нижня губа, присутня не завжди; ноги часто білі, а розміри відмітин будь-які, так само як і кількість білих ніг; домішка білого волосся на тілі схожа з такою у чалих коней і може займати будь-яку площу, однак найчастіше зустрічається на ногах і голові; нерідко зустрічаються невеликі білі плями зазвичай на животі, розміри будь-які, краї «чалі», тобто з плавним, розмитим переходом від одного кольору до іншого. Блакитні очі не є обов'язковою ознакою рябої масті білоплямистого типу, хоча і зустрічаються у деяких коней. Максимальний прояв дії гену, що відповідає за даний тип депігментації — біле забарвлення тулуба, колір зазвичай залишається на вухах, хвості, грудях і стегнах. Білоплямистий тип є найпоширенішим типом відмітин, рідше рябої і білої масті у коней, зустрічається в таких породах, як чистокровна верхова, теннессійська, ахалтекинська, мустанг, американська кучерява башкирська, квотергорс, морган і багато інших. Порід, в яких білоплямистий тип відмітин і рябої масті відсутній, набагато менше, як приклад можна привести ісландську, фризьку. Характерна особливість рябої масті обрамленого типу: білі плями не перетинають хребет коня, перетин може бути тільки в шийній зоні. Якщо ж є такий перетин на хребті, це означає, що у коня присутні інші типи рябості. Обрамлений, тобто «frame» — в перекладі з англійської так і означає «рамка», тому білі плями знаходяться ніби в рамці іншого кольору, тобто білої шерсті часто менше, вона оточена кольоровою шерстю, відповідною за кольором основній масті коня. Плями мають відносно чіткі межі, але все ж вони трохи більш зубчаті, нерівні у порівнянні з рябою мастю барвистого. Поширеним проявом є горизонтальне розташування білих плям. Зазвичай у таких коней темні ноги, а ось на голові майже обов'язково є біла мітка будь-якого розміру — від маленької зірочки до величезної лисини, іноді криво розташованої. Часто верхня губа темна. У рябих коней обрамленого типу нерідко одне або обидва ока блакитні, навіть якщо шерсть навколо очей кольорова. Ляпковий тип схожий з рябою мастю білоплямистого типу. Візуально, можна сказати, що коня ніби вмокнули в фарбу. Розташування плям знизу вгору, розмір відмітин на голові варіюється від зірочки до величезної лисини, що охоплює нижню щелепу, іноді лисина настільки велика, що кольоровими залишаються тільки вуха. Ноги у таких коней мають білі відмітини, причому кількість білих ніг також буває різна. Кінь рябої масті ляпкового типу обов'язково має мітку хоча б на одній нозі, при цьому без відмітин, як правило, залишаються передні ноги. Зустрічаються білі плями і на животі. Основна відмінність цього візерунка від білої плямистості — чітка межа між білою і забарвленою шерстю. Іноді обидва ці варіанти рябої масті зустрічаються в одного й того ж коня. А буває і так, що один тип неможливо візуально відрізнити від іншого. У такому випадку потрібно дивитися на масті батьків і на порідну приналежність, чи зустрічається в ній той чи інший тип рябості. Ляпковий тип є в таких породах, як американська мініатюрна, квотергорс, американська верхова, ісландська, вельський поні, пейнт і в багатьох інших. Змішаним називають суміш різних типів рябої масті — барвистого, білоплямистого, обрамленого та ляпкового. В українській гіпології не виділяють типів рябої масті, тому таку масть записують за назвою основної масті. Проте генетично усі типи рябої масті відрізняються між собою, а для зручності їх було об'єднано і поділено відповідно до фенотипового прояву.                                | англ. Pinto (Tobiano, Piebald, Skewbald, Overo, Sabino, Tovero) яп. 駁毛                                                                             |
| Чубара масть Леопардовий тип Чапрачний тип Білочапрачний тип Глянцева чалість Змішаний тип | Чубарими заведено називати плямистих коней, у яких по білому тулубу густо розкидані невеликі кольорові плями. Плями дуже різні і кожна комбінація має свою назву — тип чубарої масті. У коня може бути відразу декілька типів чубарості. Залежно від форми, місця знаходження і кількості плям розрізняють такі типи чубарої масті: - крапчастий; - леопардовий; - леопардовий малоплямистий; - чапрачний; - білочапрачний, схожий на ковдру; - в інеї; - в сніжинках; - мармуровий; - дроздовий; - глянцева чалість; - змішаний тип. Чубара масть незалежно від типу має наступні особливості: 1. Плямиста шкіра — особливо добре це помітно на ділянках, де шерсті немає або її мало — на губах, навколо очей, в паху. На інших ділянках тіла плями зазвичай відповідають розташуванню плям на волосяному покриві. 2. Біла або рожева склера очей у чубарих коней, яку майже завжди можна побачити, а не тільки коли кінь дивиться в сторону. 3. Смугасті копита — чіткі смужки на копитах, що мають однакову ширину по всій довжині. У чубарих коней не завжди всі чотири копита смугасті, буває, що воно тільки одне. Крапчастим вважається тип чубарої масті, прояв якої мінімальний. Такий кінь виглядає звичайним будь-якої масті (вороним, гнідим, рудим тощо), але у крапчастого чубарого коня обов'язково присутні або плямиста шкіра, або біла склера, або смугасті копита, або все разом. Леопардовий тип чубарої масті характеризується білим кольором всього тулуба, а по тілу розкидані кольорові плями, часто витягнуті у напрямку волосся або оточені «облямівкою». Розмір плям різний, так само як і їх кількість. У багатьох леопардових коней зберігаються кольорові зони за кольором основної масті. Ці місця припадають на пах, ноги, місця за ліктями, а так само на шиї і голові, такі кольорові ділянки називають «глянцевими відмітинами». Для малоплямистого леопардового типу чубарої масті характерне повністю біле забарвлення, іноді з залишками пігменту в гриві та хвості, а на тулубі кольорові плями можна буквально перерахувати по пальцях. Як правило, плями сконцентровані на ліктях, в паху, на шиї і голові, особливо навколо очей. Чапрачний тип є найпоширенішим варіантом чубарої масті. Чапрак — це біла пляма на крупі, по якій розкидані кольорові плями. Плями можуть бути в будь-якій кількості і будь-якого розміру. Розміри чапрака можуть бути як мінімальними, так і максимальними — коли у коня пофарбованими залишаються лише голова і ноги. Кольорові плями можуть виходити за межі чапрака, а межі чапрака бути як різкими, так і розмитими. Іноді, коли чапрак має розмиті межі, а межа ця доводиться на живіт, утворюються паралельні смужки, що повторюють чіткі форми ребер. Білочапрачний тип — це чапрак без кольорових плям або з ними, але дуже-дуже дрібними і тоді вони припадають на межі чапрака, такий чапрак нагадує ковдру, якою накрили круп коня. Кінь «в інеї» має незначну, іноді взагалі ледве помітну домішку білої шерсті, найчастіше на крупі або уздовж хребта, або і те, й інше. Рідше біла шерсть виходить за ці межі. Кінь «в сніжинках» — найрідкісніший тип чубарої масті. За основною мастю коня розкидані білі плями, розмір яких не менше трьох сантиметрів в діаметрі, що дозволяє відрізнити «сніжинки» від «мармуровості» та «інею». Лошата зазвичай народжуються без таких плям. З віком розмір і кількість плям може збільшуватися, іноді настільки, що «сніжинки» залишають між собою лише дрібні цяточки основної масті, таким чином перетворюючи тип чубарої масті «снігові пластівці, сніжинки» в «дріздовий». Мармуровим називають чубарого коня, біла шерсть якого більш-менш розподілена по тілу. Межі білої шерсті відповідають з розмірами «чапрака», і як і «чапрак», білий волос зосереджений переважно на крупі, спині і нерідко на животі і шиї. Такий тип чубарої масті можна сплутати з чалою мастю, але на відміну від неї, у мармуровій не буде такого різкого контрасту між тулубом і головою з ногами. Дроздовий — нетиповий варіант чубарої масті. Такий кінь має біле забарвлення, як і леопардовий, але на відміну від нього по тілу дроздового коня розкидані не плями, а цяточки. Це надає їй схожість з сірою в гречку мастю. Відрізнити допоможуть плямиста шкіра, смугасті копита і біла склера. Як і у будь-якого типу чубарої масті, у дроздового можуть бути присутніми і звичайні кольорові плями. Глянцева чалість всупереч назві, не має нічого спільного зі звичайною чалістю. Кінь має незначну домішку білого волосся по всьому тілу. У таких коней присутні глянцеві відмітини, що допомагає відрізнити її від звичайної чалої. Більш того, глянцеві коні народжуються з мінімальною кількістю білої шерсті, частіше на лобі і на тулубі, з роками білої шерсті стає дедалі більше, у той час як чалі лошата народжуються чалими. Кольорові плями так само можуть бути присутніми, але їх небагато. Змішаний тип — це декілька типів чубарої масті, існують різні комбінації і виявити на око всі типи може бути важко. Попри тип чубарої масті, заведено виділяти основну масть і записувати як рудо-чубару, вороно-чубару, гнідо-чубару тощо. | англ. Leopard (Blanket, Varnish roan, Snowflake, Leopard, Few spot leopard, Frost) нім. Schecke яп. 駁毛                                             |
| Біла масть | Новачкам у кінному світі майже відразу пояснюють, що у коней немає білої масті, а тому коня, який виглядає білим, потрібно називати сірим, оскільки зазвичай помилково називають білими коней, які насправді світло-сірі. Проте біла масть дійсно існує, однак зустрічається вона вкрай рідко. Кінь такої масті має білу шерсть, рожеву шкіру і зазвичай темні (карі або горіхові) очі. Оскільки пігмент досить часто присутній, а відповідних захворювань немає, альбінізмом це не можна назвати. Біла і світло-сіра масті відрізняються кольором шкіри: у сірого коня темна шкіра, що особливо помітно на морді і в паху, за винятком випадків, коли присутні білі відмітини, шкіра під якими рожева, тоді коней відрізняють від народження: білі коні народжуються білими, а сірі — темними. Також за білу приймають іноді ізабеллову масть, але в ізабеллового коня блакитні очі і дуже світло-жовтий колір шерсті, на якому виділяються білі відмітини, якщо такі присутні, тобто пігмент в шерсті є, але його дуже мало. | англ. White, White-born яп. 白馬 |